# AS Rota Volley
Maillots
Le AS Rota Volley  est un club italien de volley-ball fondé en 2001 et basé à Mercato San Severino, dans la province de Salerne, en Campanie. Il évolue pour la saison 2011-2012 en Serie A2.

## Effectifs

### Saison 2011-2012
Entraîneur : Giangrossi Pasqualino  Italie
| No  | Nom                   | Date de Naissance | Taille | Poids | Nationalité | Poste                     |
| --- | --------------------- | ----------------- | ------ | ----- | ----------- | ------------------------- |
| 1.  | Ashley Engle          | 26 janvier 1988   | 191    | 73    | États-Unis  | Réceptionneuse-attaquante |
| 2.  | Valentina Russo       | 31 juillet 1991   | 188    |       | Italie      | Centrale                  |
| 3.  | Eleonora Fastellini   | 15 avril 1986     | 181    |       | Italie      | Réceptionneuse-attaquante |
| 4.  | Nikolétta Koutouxídou | 10 janvier 1980   | 177    | 63    | Grèce       | Passeuse                  |
| 8.  | Marta Medaglioni      | 3 novembre 1986   | 160    |       | Italie      | Libero                    |
| 9.  | Mary Grace Laghi      | 26 mai 1986       | 167    |       | Italie      | Passeuse                  |
| 10. | Francesca Moretti     | 5 février 1985    | 178    |       | Italie      | Réceptionneuse-attaquante |
| 12. | Giulia Pascucci       | 29 septembre 1993 | 188    |       | Italie      | Réceptionneuse-attaquante |
| 17. | Vittoria Repice       | 1er juin 1986     | 185    |       | Italie      | Centrale                  |